# Hveragerði
Hveragerði (z isl. hver oznacza "źródło termalne", zaś gerði to czas przeszły, l. poj. od czasownika gera – stawać się; czyli dosłownie: "stał się cieplicą") – miasto w południowo-zachodniej części Islandii, w regionie Suðurland, przy drodze krajowej nr 1. Przez miasto przepływa rzeka Varmá ("ciepła rzeka"), prawy dopływ Ölfusá. Miejscowość położona jest na obrzeżeniu doliny Ölfusá. W sąsiedztwie Hveragerði wznoszą się na wysokość 500–575 m n.p.m. góry z płaskimi wierzchowinami i stromymi krawędziami. Na początku 2018 roku zamieszkiwało je blisko 2,6 tys. osób - stanowi trzecią pod względem liczby ludności miejscowość regionu. 

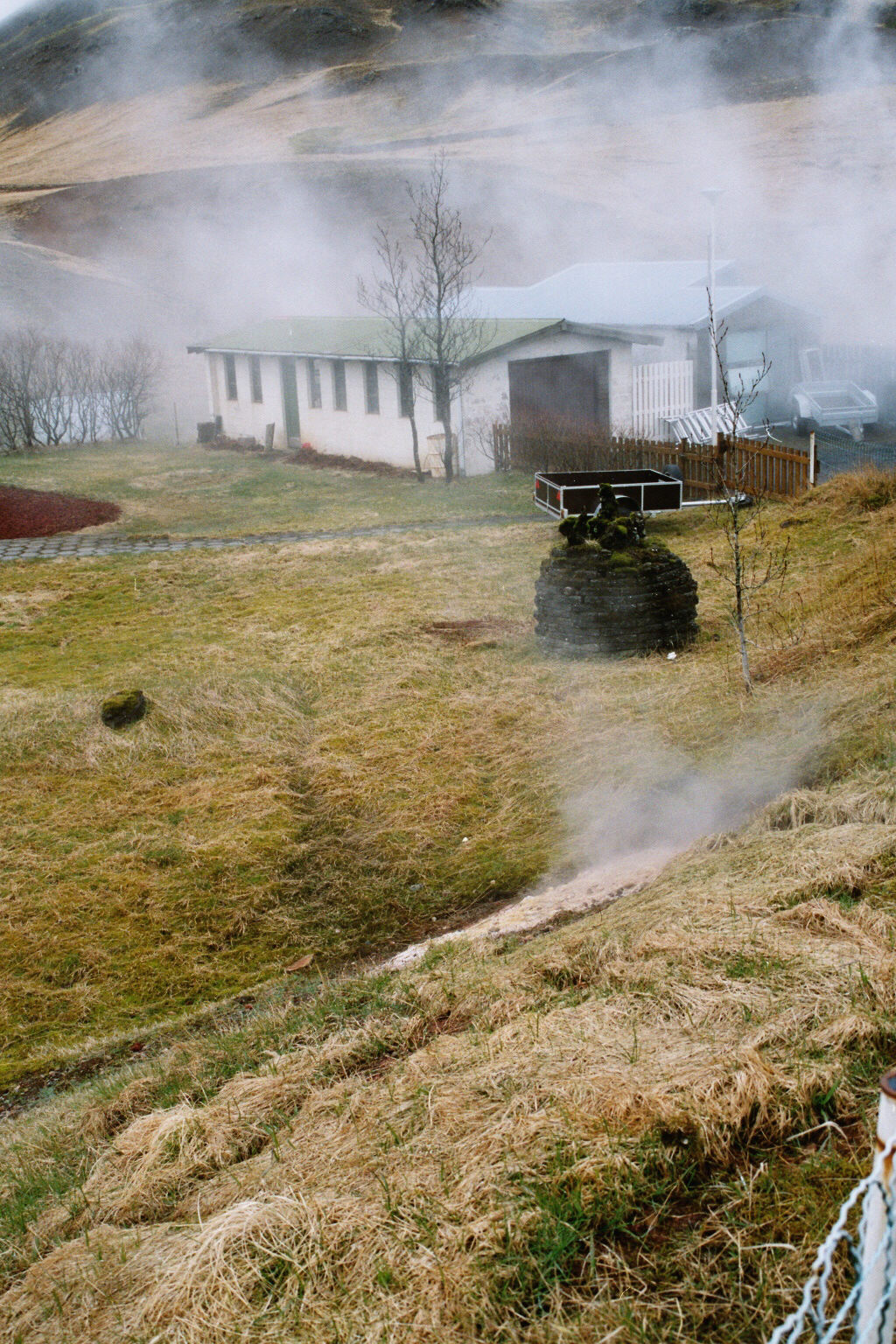
Hveragerði, para wydobywająca się z gorących źródeł

Występują tu pola geotermalne, które wykorzystywane są do ogrzewania, gotowania i prania. W 1930 wybudowano pierwszą szklarnię, gdzie energia z wnętrza ziemi pozwala wytworzyć w nich klimat tropikalny. Dzięki temu miasto jest centrum uprawy owoców, warzyw i kwiatów. Grýta to najbardziej znane gorące źródło na tym terenie. Wybucha co dwie godziny, a słup gorącej wody osiąga wysokość 12 m. Hveragerði dość często nawiedzane jest przez trzęsienia ziemi (np. w 2008 roku o magnitudzie 6,1) i wtedy pojawiają się nowe gorące źródła, a dotychczasowe zanikają. Część z nich można obejrzeć w położonym w centrum miasta Parku Geotermalnym. Popularnym celem wędrówek jest gorąca rzeka w dolinie Reykjadalur ("dolinie dymów"), w której przygotowano miejsce do kąpieli w naturze. 
W mieście działa szkoła ogrodnicza oraz klinika medycyny i rehabilitacji.
Ciekawe miejsca niedaleko miasta:
- wulkan Hengill,
- jezioro Þingvallavatn,
- dolina Gufudalur (Dolina Pary), znajdują się w niej liczne jeziorka, źródła gorącej wody i gejzery, z których wydobywają się gorące pary i gazy. W dolinie znajduje się również pole golfowe.